# Iglesia del Almirantazgo (Karlskrona)
La Iglesia del Almirantazgo de Karlskrona (en sueco: Karlskrona amiralitetskyrkan) es una iglesia en Karlskrona, Suecia. La iglesia también es conocida como la «Ulrica Pía» en honor a la reina Ulrica Leonor de Dinamarca, reina consorte del rey Carlos XI de Suecia (pía es la forma femenina del latín pius, que significa «piadoso»).

## Historia
La iglesia pertenece a la Parroquia Real del Almirantazgo de Karlskrona y está situada cerca del área del astillero naval de la base naval de Karlskrona. Se encuentra cerca de Vallgatan en el sureste de la isla de Trossö en el archipiélago de Karlskrona.
La iglesia fue consagrada en 1685. Está hecha completamente de madera. Originalmente podía albergar a 4000 personas, lo que la convierte en la iglesia de madera más grande de Suecia. El interior es de un color azul claro, mientras que el exterior es del tradicional rojo de Falun. Su forma es una cruz griega cuadrada, con cada brazo de la cruz midiendo 20 metros. Frente a la entrada principal se encuentra la figura de madera de Rosenbom.
La iglesia fue incluida como parte de la base naval de Karlskrona en la Lista de Patrimonio Mundial de la UNESCO en 1998.